# Kob nilowy
Kob nilowy (Kobus megaceros) – gatunek antylopy występujący w Afryce, w Sudanie Południowym i Etiopii, na terenach podmokłych, sawannie i innych terenach trawiastych. Wysokość w kłębie 90–100 cm, ważą 70–110 kg. Samice są żółto brązowe z białym podbrzuszem nie mają rogów. Samce są czarne lub rudobrunatne mają rogi.